# Masquerade (livre)
Pour les articles homonymes, voir Masquerade.
 (avril 2016).
Si vous disposez d'ouvrages ou d'articles de référence ou si vous connaissez des sites web de qualité traitant du thème abordé ici, merci de compléter l'article en donnant les références utiles à sa vérifiabilité et en les liant à la section « Notes et références ».
Masquerade est un livre d'images, écrit et illustré par Kit Williams, publié en août 1979 en Angleterre et en novembre 1979 en France, qui consiste en une chasse au trésor en résolvant des énigmes sur la localisation d'un lièvre en or, dissimulé quelque part en Grande-Bretagne. Il a inspiré de nombreux autres livres et donné naissance au genre « livre de chasse au trésor » , dont la plus connue en France est La chouette d'or.
En mars 1982, l'auteur reçut une lettre et un croquis d'un dénommé Dugald Thompson dont la solution fut reconnue comme exacte par l'auteur, il fut donc désigné comme vainqueur de la chasse. Toutefois, il apparut que Thompson n'avait pas véritablement résolu toutes les énigmes, il devina l'emplacement exact au moyen d'informations recueillies auprès d'anciennes connaissances de Williams. Deux professeurs de physique furent plus tard reconnus comme les premiers vainqueurs de cette chasse.

## Livre

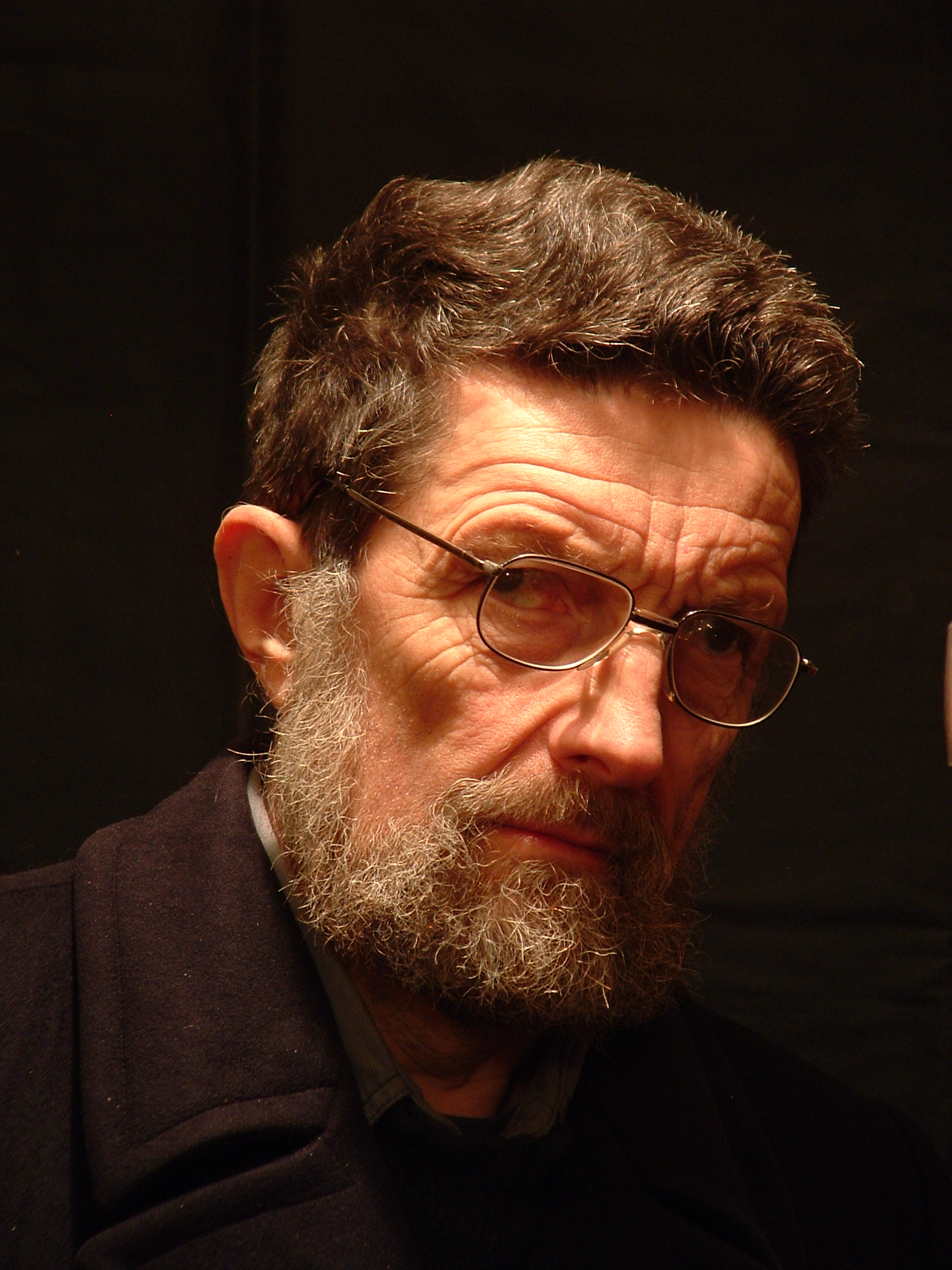
Kit Williams.

Tom Maschler, de la  maison d'édition britannique Jonathan Cape, lance comme défi à Williams de faire « quelque chose qui n'a jamais été fait auparavant », avec un livre d'illustrations pour enfant. Dans les années 1970, il commence à créer un livre que les lecteurs devraient étudier attentivement, l'objectif devint la recherche d'un véritable trésor. Masquerade se compose de 15 tableaux détaillés illustrant l'histoire d'un lièvre (nommé Jack Hare), qui doit transporter un trésor de la lune au soleil. Arrivé au soleil, Jack découvre qu'il a perdu le trésor, et le lecteur doit le localiser.
Parallèlement à la création du livre, Williams conçoit un lièvre de 18 carats en or orné de bijoux, sous la forme d'un grand pendentif. Il enterre le trésor dans un coffre en céramique, en forme de lièvre (à la fois pour le protéger du sol et pour déjouer toute tentative de le localiser avec un détecteur de métal). Sur le coffre est inscrite la légende : « Je suis le gardien du bijou de Masquerade, celui qui vous attend pour l'éternité. »
Le 7 août 1979, Williams, accompagné de son témoin, l'écrivain et présentateur de télévision Bamber Gascoigne, enterre le trésor dans un endroit tenu secret en Angleterre. Williams annonce que son prochain livre contient tous les indices nécessaires à la localisation précise du trésor, et précise qu'il est enterré sur une propriété publique, donc facile d'accès.